# 表演賽

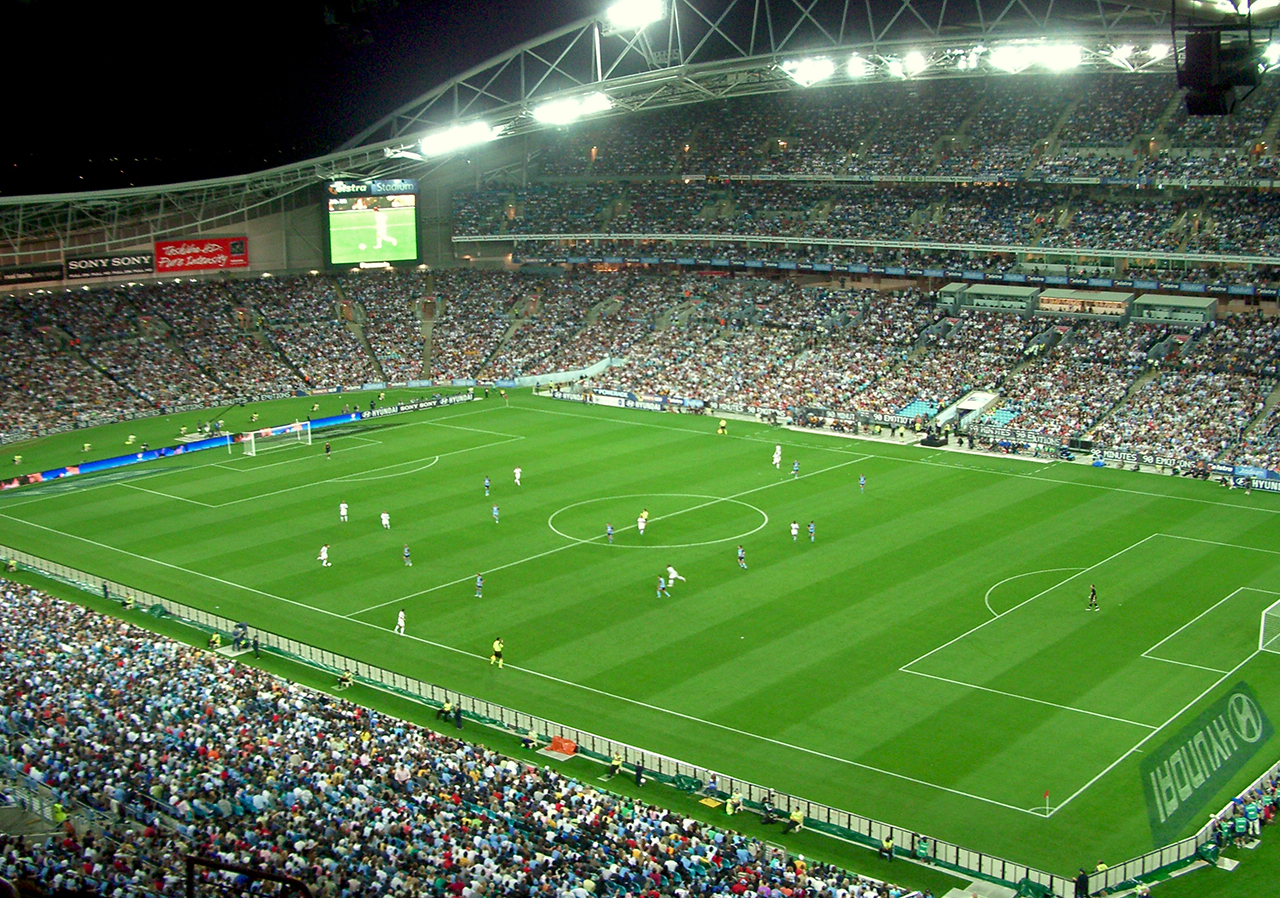
2007年11月，利物浦作客ANZ體育場，與洛杉磯銀河進行了一場友誼賽。

表演賽（又稱友誼賽、練習賽、示範賽、季前賽、熱身賽或準備賽，名稱依運動種類而異）是一種對獎金或排名影響有限甚至沒有影響的體育運動比賽。表演賽通常作為「熱身賽」使用，特別是在團體運動中，這類比賽幫助教練與經理在聯賽賽季或錦標賽正式比賽前選拔並調整球員。如果球員平時效力於不同聯賽的球隊，表演賽則為他們提供了合作與磨合的機會。比賽形式可以是兩支不同球隊對抗，也可以是同隊內部分組競賽。
此外，表演賽還可以用來解決挑戰、提供娛樂、推廣運動、紀念周年或致敬知名球員，甚至為慈善機構籌款。一些體育聯賽會舉辦全明星賽，讓頂尖選手互相對抗；而另一些表演賽則邀請來自不同聯賽或國家的隊伍較量，以非正式方式比較實力。例如，像奧運會這樣的國際賽事，也可能將表演賽作為示範運動的一部分呈現。

## 足球
在早期足球運動中，友誼賽是最普遍的比賽形式。然而，隨著1888年英格蘭足球聯賽的成立，聯賽和盃賽逐漸成為主要的競賽模式。自19世紀以來，友誼賽的重要性便逐漸下降。到了2000年，幾乎每個國家都建立了全國性的足球聯賽，而較低級別的球隊則參加地方或地區性的聯賽。

### 國際足球
國家隊友誼賽通常用於準備大型賽事的資格賽或決賽階段，這對國家隊尤為重要，因為他們平時集訓和準備的時間有限。與俱樂部友誼賽不同，國際友誼賽多數在俱樂部聯賽進行期間舉行，而非聯賽間歇期。這種安排有時會引發國家協會與俱樂部之間的爭議，因為球員可能因參加友誼賽受傷或過度疲勞。
國際友誼賽為教練提供了測試球隊陣容與戰術的機會，並可評估潛在入選賽事名單球員的實力。在這類比賽中，球員可能被出示黃牌或紅牌，若因紅牌或在特定時間內累積黃牌，可能導致禁賽，影響未來國際比賽的出場資格。此外，國際友誼賽的出場次數與進球數會計入球員的生涯統計，且比賽結果可能對該國FIFA排名產生影響。2004年，FIFA規定國際友誼賽中每隊換人次數不得超過6次，以回應外界對教練過多換人（多達11次）導致比賽變得荒誕的批評。若違反該規定，比賽將失去官方資格。
此外，像國王盃、麒麟盃、洲際盃和中國盃這類多國足球錦標賽的比賽，通常被FIFA歸類為國際友誼賽。

## 棒球

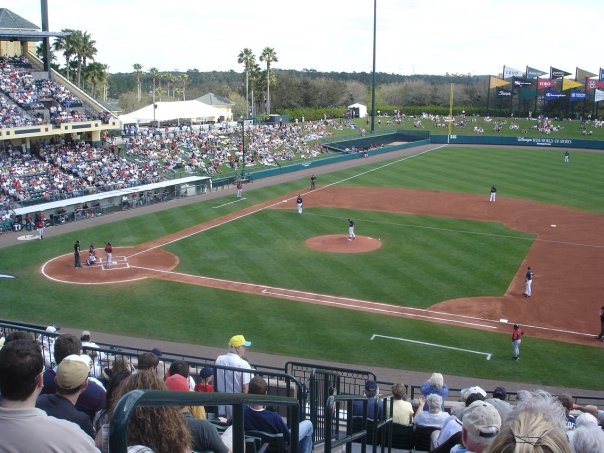
2008年的一場春訓比賽，對戰組合為亞特蘭大勇士及紐約大都會。

美國職棒大聯盟的季前賽被稱為春訓，所有球隊都在亞利桑那州或佛羅里達州設有春訓基地。亞利桑那州的球隊組成「仙人掌聯盟」，佛羅里達州的球隊則參加「葡萄柚聯盟」。每支球隊通常會與其他MLB球隊進行約30場季前賽，並可能安排與當地大學球隊、農場系統的次級聯盟球隊，甚至國家代表隊的表演賽。有時球隊一天會進行兩場「分隊賽」，由兩套均分的陣容參加。
過去，一些MLB球隊會在賽季中與鄰近的跨聯盟球隊進行表演賽，但自跨聯盟比賽成為常規賽的一部分後，這類比賽已不再必要。兩支加拿大MLB球隊——美聯的多倫多藍鳥和國聯的蒙特婁博覽會，曾每年舉行一場「皮爾遜盃」比賽，直到2005年博覽會遷至華盛頓特區後停辦。
賽季期間與次級聯盟附屬球隊的表演賽曾經很常見，但由於擔心球員受傷和旅途問題，如今已極為罕見。跨聯盟比賽的普及，也使得像芝加哥「風城大戰」和紐約「地鐵大戰」這類原本作為表演賽的比賽，正式成為常規賽的一部分。每年7月舉行的MLB全明星賽，由美聯與國聯的球員對決，長期以來被視為表演賽。但在2003至2016年間，由於比賽勝方的聯盟球隊可在當年的世界大賽中享有主場優勢，其性質曾受到討論。不過自2017年起，世界大賽主場優勢則改為由常規賽戰績更佳的球隊獲得。
此外，另一項表演賽「名人堂賽」曾在紐約庫珀斯敦於棒球名人堂入選週末舉行，但隨著跨聯盟比賽的普及及球隊僅派替補球員參賽，該賽事於2008年取消。